# Die Taube
Die Taube (de duif) is een korte novelle, geschreven door Patrick Suskind. Het boek, dat in Nederland boekenweekgeschenk was, kwam uit in 1987.

## Het verhaal
Het verhaal gaat over de mensenschuwe bankbewaker Jonathan Noel. Hij woont al jaren in Parijs, in hetzelfde piepkleine kamertje. Dit kamertje staat voor zijn ordelijke leventje. Iedere dag vertrekt hij naar de bank waar hij al jaren werkt, en bewaakt daar de ingang.
Op een dag vliegt een duif de gang van zijn flat in. De vogel poept overal, vliegt rond en dreigt zelfs Noels kamertje, zijn heiligdom, binnen te vliegen. De doodsbange Noel vlucht naar zijn werk raakt door dit voorval zelfs zo van slag dat hij er mentaal onder dreigt te bezwijken.